# کلیف گرین
کلیف گرین (انگلیسی: Cliff Green؛ زادهٔ ۶ دسامبر ۱۹۳۴) نویسنده و فیلم‌نامه‌نویس اهل استرالیا است.
از فیلم‌ها یا مجموعه‌های تلویزیونی که وی در آن‌ها نقش داشته است، می‌توان به در برابر باد اشاره نمود.
وی بابت فعالیت‌های حرفه‌اش در سال ۲۰۰۹ میلادی نشان استرالیا را دریافت کرد.